# Manfred Worm
Manfred Worm (* 3. Juni 1940 in Shanghai; † 13. Januar 2013 in Memmingen) war ein deutscher Jurist.

## Werdegang
Worm promovierte 1968 an der Juristischen Fakultät der Universität München. Vor seiner Pensionierung war er Vorsitzender Richter am Landgericht Memmingen. Zweimal wurde er vom Bayerischen Landtag als stellvertretendes Mitglied in den Bayerischen Verfassungsgerichtshof berufen.
Von Mai 1984 bis April 2008 war er als Abgeordneter der SPD Mitglied im Kreistag des Landkreises Unterallgäu, wo er dem Personal- und Sozialausschuss angehörte. Bei der Kommunalwahl 2008 verfehlte Worm die Wiederwahl knapp. Bei der Landratswahl 2002 im Landkreis Unterallgäu kandidierte er gegen den Amtsinhaber Hermann Haisch, bei der Landratswahl 2003 im Landkreis Lindau (Bodensee) unterlag er Klaus Henninger.
Er war von 1985 bis 2000 Gründungsvorsitzender des Memminger Ortsvereins der Deutsch-Israelischen Gesellschaft und Vizepräsident der Israelitischen Kultusgemeinde Schwaben-Augsburg.

## Ehrungen
- 1990: Verdienstkreuz am Bande der Bundesrepublik Deutschland
- Kommunale Dankurkunde
- Landkreis-Ehrenschild des Landkreises Unterallgäu